# بيت الرديدة
حصن بيت الرديدة أحد الحصون القديمة في سلطنة عمان، والذي يعود تاريخه إلى القرن السابع عشر قام ببناء الحصن الإمام سلطان بن سيف اليعربي ثاني أئمة الدولة اليعربية الذي تولى الإمامة في الفترة(1059 هـ - 1090 هـ) الموافق (1649م - 1679م) وجدده ووسع فيه السيد محمد بن الإمام أحمد بن سعيد. يقع الحصن على بعد حوالي 24 كيلو متر من نزوى، في بداية وادي المعيدن ويجمع الحصن بين عناصر فن البناء المعماري الدفاعي، والمحلي التقليدي، وتخفي أجزاء جدرانه السميكة ذات الأبراج المشيدة من آجر الطين في داخلها معماراً أنيقاً يكشف عن أقواس متعددة النصوص وسقوف مطلية ونقوش من الجص متقنة ورائعة.

## مواضيع متعلقة
- قلاع وحصون عمان